# Famelica monotropis
Famelica monotropis é uma espécie de gastrópode do gênero Famelica, pertencente a família Raphitomidae.